# Famille von Podbielski
 (octobre 2024).
La famille von Podbielski est une famille noble polonaise dont ses maisons ancestrales sont Podbielice dans le district de Varsovie et Groß-Podbiele dans le pays de Nur.

## Histoire
La lignée remonte à Stanislas Podbyelski (mort avant 1539).
Depuis l'entrée des frères Anton et Nikodemus von Podbielsky au service royal prussien à la fin du XVIIIe siècle, la famille fait partie de la noblesse prussienne.

## Armes

Armoiries de la famille von Podbielski (tribu trzaska)

Trzaska (Planche XII) - Dans un champ bleu deux épées aux manches dorés, qui se font face verticalement avec leurs lames brisées, dont les extrémités mutilées se perdent sous le milieu d'un "croissant doré ouvert vers le haut" les recouvrant. Ornement du heaume : une queue de paon, recouverte des armoiries. À propos de l'origine des armoiries, il est dit: Lorsque le roi Boleslas Ier (1001-25) était en danger contre un ennemi qui venait à lui avec une épée, un chevalier Biala para le coup et abattit l'ennemi, mais la lame de son épée s'est cassée; il était maintenant tout à fait sans défense contre les autres ennemis, et le roi, s'en apercevant, lui a donné sa propre épée, avec laquelle le chevalier a repoussé les autres envahisseurs et a ainsi sécurisé le roi et lui-même. Mais cette épée a également été brisée dans le processus. Quand il le rendit au roi, celui-ci lui donna les armoiries ci-dessus, qui s'appelaient Trzaska (l'éclat), probablement en référence aux épées brisées, pour le courage montré. Il s'appelait aussi Biala après la possession du chevalier. Lorsqu'un chevalier de cette famille fonda le monastère bénédictin de Lubia en Grande-Pologne, que trois membres de cette famille présidèrent successivement en tant qu'abbés, le nom héraldique Lubiewa devint également courant.
– Emilian von Źernicki-Szeliga (1904)
Les armoiries (de la communauté polonaise des armoiries Trzaska) montrent en bleu un croissant doré renversé entre deux épées d'argent brisées transversales avec des poignées dorées. Sur le casque couronné de lambrequins bleu et d'or couvre la figure de bouclier sur la queue d'un paon.

## Personnalités
- Christian Podbielski (1741–1792), compositeur et organiste à Königsberg
- Denys Valentin Podbielski (mort en 1810) marié avec Anna, née von Skarzynski
- Nikodemus Joseph von Podbielski (de) (1780–1844), noble polonais, général prussien marié avec Bogumila Apollonie Theophile, née von Baranowska (1791–1880)
- Anton von Podbielski (1780–1841), lieutenant-colonel marié avec Johanna Eleonore, née von Falkenhayn (de) (1787–1869)
  - Theophil von Podbielski (1814–1879), général de cavalerie prussien marié avec Agnes, née von Jagow (1823–1887)
    - Victor von Podbielski (1844–1916) ministre d'État et lieutenant général marié avec Margarete, née von Twardowski (1869–1951)
    - Agnes (1846–1896) marié avec Hermann Ludwig von Wartensleben (1826–1921), général de cavalerie prussien
    - Olga Elisabeth (1842–1880) mariée avec Hugo Louis Felix von Balluseck (1830–1892), général de division prussien[2]
    - Elisabeth (née le 8 juillet 1849) mariée avec Michael von Szymonski (1844–1922), général de division
    - Claire (née le 10 novembre 1850)
    - Walli Cecilie Thekla (née le 8 décembre 1860)
      - Victor von Podbielski, homme politique maire (1943–1945) de Francfort-sur-l'Oder marié avec Ottilie, née Bühler
      - Frit  Herrmann Gebhardt Adolph Hans von Podbielski (1893–1917) tué près de Nauroy (Champagne) le 18 avril 1917, docteur en droit, stagiaire à la Cour supérieure, officier de réserve du 3e régiment de hussards.
      - Hans Werner Hermann Konrad von Podbielski (1894–1944) officier de réserve du 3e régiment de hussards, garde forestier, marié avec Anna Marie Ottilie Alice, née von Maltzahn-Grubenhagen (1895–1938)